# Geri a Freki

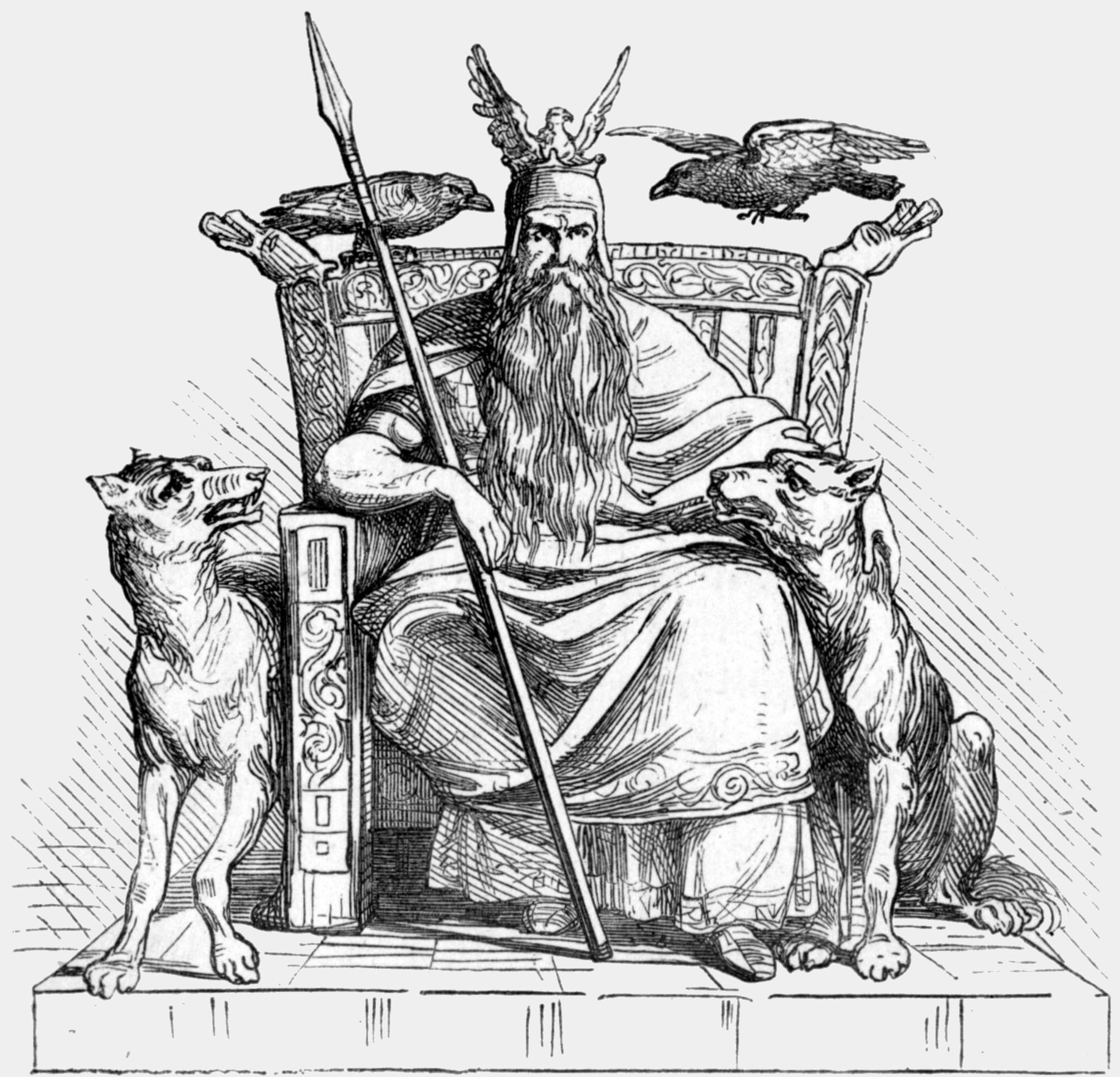
Geri a Freki sedící u Ódina

Geri a Freki jsou v severské mytologii dva vlci zasvěcení severskému bohu Ódinovi. Jejich jména znamenají Nenasytný a Žravý. Dle legend se živí jídlem, které jim dává Ódin, neboť on sám žije pouze z vína (medoviny). Snorri Sturluson se o nich v Gylfiho oblouznění (Gylfaginning) zmiňuje takto:
Gera a Freka

vůdce vojů

královsky krmí.

Sám štědrý Ódin,

ochránce zbraní,

o vínu věčně žije.